# Sielsowiet olchowski (obwód kurski)
Sielsowiet olchowski (ros. Ольховский сельсовет) – jednostka administracyjna wchodząca w skład rejonu chomutowskiego w оbwodzie kurskim w Rosji.
Centrum administracyjnym sielsowietu jest wieś (ros. село, trb. sieło) Olchowka.

## Geografia
Powierzchnia sielsowietu wynosi 183,13 km².

## Historia
Status i granice sielsowietu zostały określone ustawami z 2004 i z 2010 roku.

## Demografia
W 2017 roku sielsowiet zamieszkiwały 742 osoby.

## Miejscowości
W skład sielsowietu wchodzą miejscowości: Olchowka, Ałtuchowka, Bolszaja Alesznia, Borszczewka, Wierchnij Woronok, Wierchniaja Turanka, Wierchniaja Czupachina, Wieczerniaja Zaria, Wołokitino, Wiażenka, Krasnaja Polana, Ładygina, Małaja Alesznia, Manino, Nadiejka, Niżnieje Czupachino, Niżnij Woronok, Niżniaja Turanka, Pieriejezd, Rownoje, Rodionowka, Sierowka, Uljanowka, Cukanow, Czubarowka.